# Émile de Girardin
Pour les articles homonymes, voir Girardin.
Émile de Girardin, né Émile Delamothe (parfois écrit Émile de la Mothe) le 2 messidor an X (21 juin 1802) à Paris où il est mort le 27 avril 1881, est un journaliste, homme d'affaires et homme politique français.
Théoricien du double marché, il est le fondateur de La Presse, quotidien parisien (1836) dont il réduit de moitié le prix de l'abonnement pour multiplier les souscripteurs et, par voie de conséquence, augmenter le nombre d'insertions publicitaires. Il est aussi connu pour avoir fait paraître dans La Presse les premiers romans-feuilletons, dont il partage l'invention avec son concurrent Armand Dutacq, directeur du Siècle.

## Biographie

### Son enfance et ses débuts dans la littérature
Émile de Girardin naît le 21 juin 1802, 4, rue Chabanais à Paris, chez l'accoucheur Bigot, sous le nom d’Émile Delamothe, nom qu'il porte jusqu'en 1827, année de sa majorité officielle. Selon le Dictionnaire des contemporains de Vapereau, « son état-civil, qui lui donne pour famille des personnages imaginaires, le fait naître le 21 juin 1806 ; mais l'acte de notoriété qu'il a dû substituer plus tard à cette fausse déclaration reporte l'année de sa naissance à 1802 ». Conçu hors mariage:14, il fut éloigné de ses parents, élevé chez M. et Mme Choisel qu’il quitte en 1814 pour dix années d’apprentissage aux Haras du Pin, en Normandie. Il étudie au collège d’Argentan et découvre les livres dans la riche bibliothèque du château du Bourg-Saint-Léonard.
À dix-huit ans, il revient à Paris à la recherche de ses parents. Son père lui ouvre sa porte, mais pas sa mère (épouse d'un magistrat, Joseph-Jules Dupuy, qui s'était vu offrir aux colonies un emploi honorable). Émile se rend régulièrement à Châtenay-Malabry, chez son père, qui subvient à ses besoins. En 1827, il a 25 ans et se réapproprie le nom de ses ancêtres, en signant « Émile de Girardin » son premier roman Émile, en partie autobiographique, qui traite, dans le goût romantique de l’époque, de sa jeunesse. En 1829, il s’établit à Paris sur l’avenue des Champs-Élysées et il est nommé Inspecteur Adjoint des Beaux Arts. Girardin est un ami d'enfance de Laurent Boutmy, père d'Émile Boutmy, dont il est le parrain.

### Sa famille

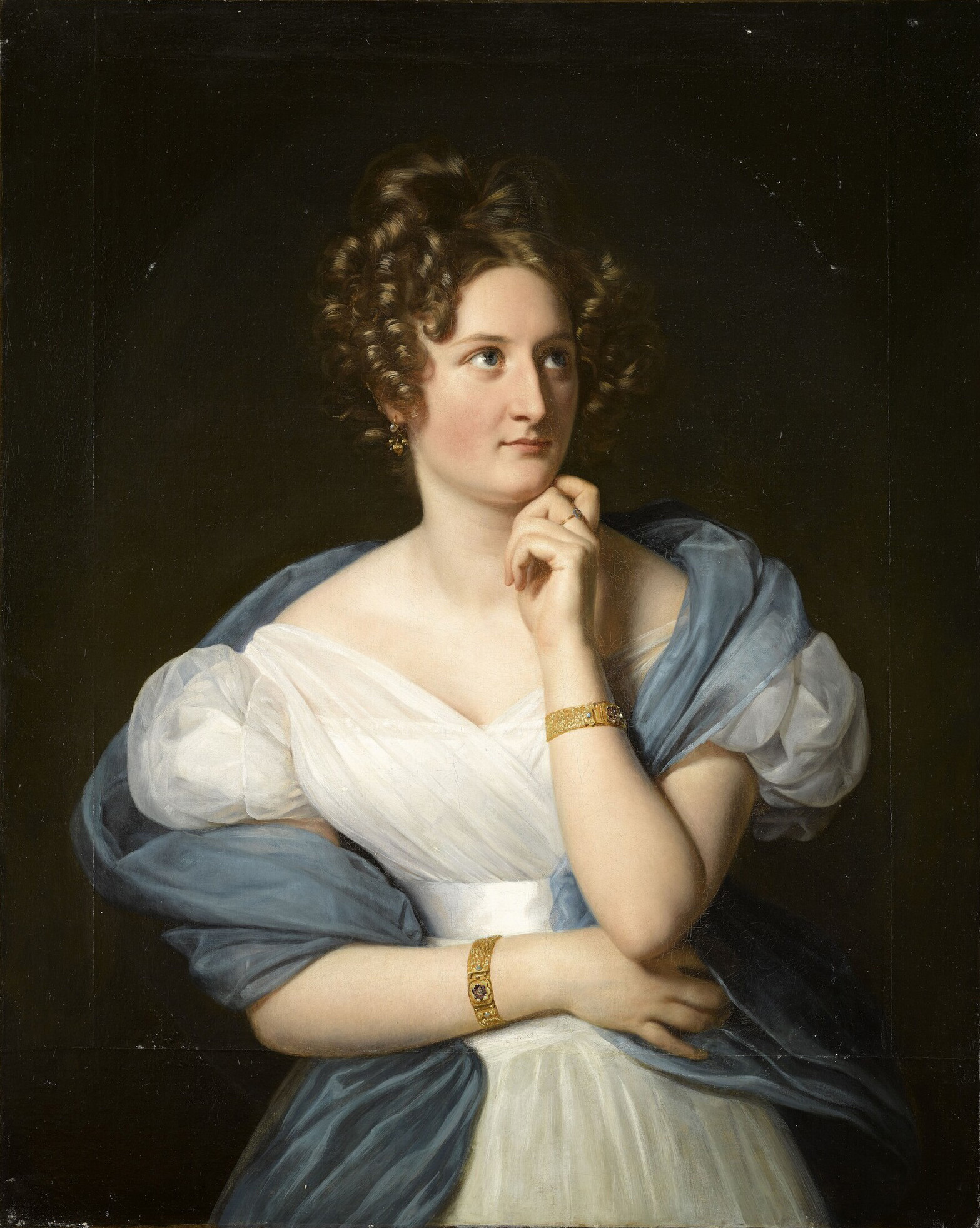
Delphine Gay, première épouse de Girardin.

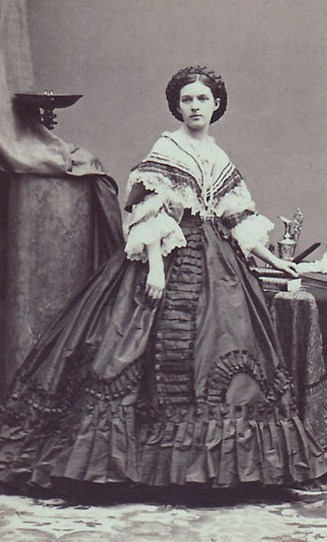
Wilhelmina Brunold von Tiefenbach, seconde épouse de Girardin.

Il est le petit-fils de René-Louis de Girardin, maréchal de camp, né à Paris en 1735 et mort à Vernouillet en 1808, issu de la noblesse des Gherardini de Florence, qui importa sur le continent le jardin anglais avec ses jardins d'Ermenonville. Le marquis de Girardin fournit à Jean-Jacques Rousseau une retraite sur sa terre d’Ermenonville et fait élever un monument funéraire sur le tombeau du philosophe dans l’île des Peupliers, située dans la parc de sa propriété. Il écrit un célèbre Traité de la composition des Paysages en 1777.
Il est le fils illégitime du comte Alexandre Louis Robert de Girardin (1776-1855), fils cadet du précédent, et d'Adélaïde-Marie Dupuy (1775-1851), née Fagnan, fille d'un fonctionnaire des finances de l'Ancien Régime et femme de Joseph-Jules Dupuy, procureur impérial à la Guyane:14-15 Alexandre de Girardin sert dans l'armée lors des campagnes napoléoniennes et se distingue tout au long des guerres de l’Empire notamment à la bataille d'Austerlitz où, avec dix hommes, il fait 400 prisonniers et prend quatre pièces de canon, et à celle d’Ostrovno, où, avec deux bataillons, il repousse six mille Russes. Sa brillante conduite lui vaut le grade de général de division. Il se rallie aux Bourbons en 1815 et est nommé premier veneur de Louis XVIII et de Charles X.
Alexandre de Girardin reconnaît sa paternité, le 24 décembre 1837, devant une commission de la Chambre des députés.
Le 1er juin 1831, à Paris IIe, Émile de Girardin épouse, en premières noces, la fille de la célèbre Sophie Gay, Delphine Gay, une femme remarquable par son esprit et ses talents littéraires, qui publie ses premiers poèmes dans la Muse française en 1824. Son premier recueil, les Essais poétiques, obtient un grand succès, qui lui vaut une pension de 1 500 francs octroyée par le roi Charles X. En 1827, elle reçoit, à Rome, une ovation pour sa pièce Retour de romains captifs à Alger. Elle écrit des œuvres à succès, romans : Le Lorgnon, Le Marquis de Pontanges, La Canne de Balzac, Marguerite et aussi comédies : L’École des Journalistes, Lady Tartuffe, La Joie fait Peur. Après son mariage, elle écrit pour La Presse, le journal de son mari, sous les pseudonymes de « Charles de Launay », « vicomte de Launay », etc.
D'une liaison avec Mme Brunetière (Clarisse Gabrielle Théresa Cabarrus, fille de Thérésa Cabarrus, Mme Tallien), il a un fils illégitime, Alexandre Émile de Girardin (1839-1911). Delphine Gay ne pouvant avoir d’enfant, Girardin avait pris l’enfant par la main, et le l’avait conduit à sa femme, qui lui a répondu : « — Je vous remercie d'avoir eu confiance en moi »[réf. nécessaire].
Un an après la mort de Delphine Gay, le 29 juin 1855, il rencontre à Bade, où il prend les eaux, la fille du prince Frédéric de Nassau et de son épouse morganatique Anne Ritter de Vallyemare, Wilhelmina Josephina Rudolphina « Mina » Brunold (1834-1891):210, de 32 ans sa cadette, et l’épouse, âgé de 54 ans, le 31 octobre 1856, à Paris Ier. À son tour d’éprouver les déboires conjugaux. Trois enfants naissent durant cette union. Une fille, mourra très jeune (1859-1865). Après avoir soutenu, après la naissance d’un garçon, en 1870, un procès en désaveu de paternité, Girardin demande et obtient, le 26 avril 1872, la séparation de corps d’avec sa seconde femme.

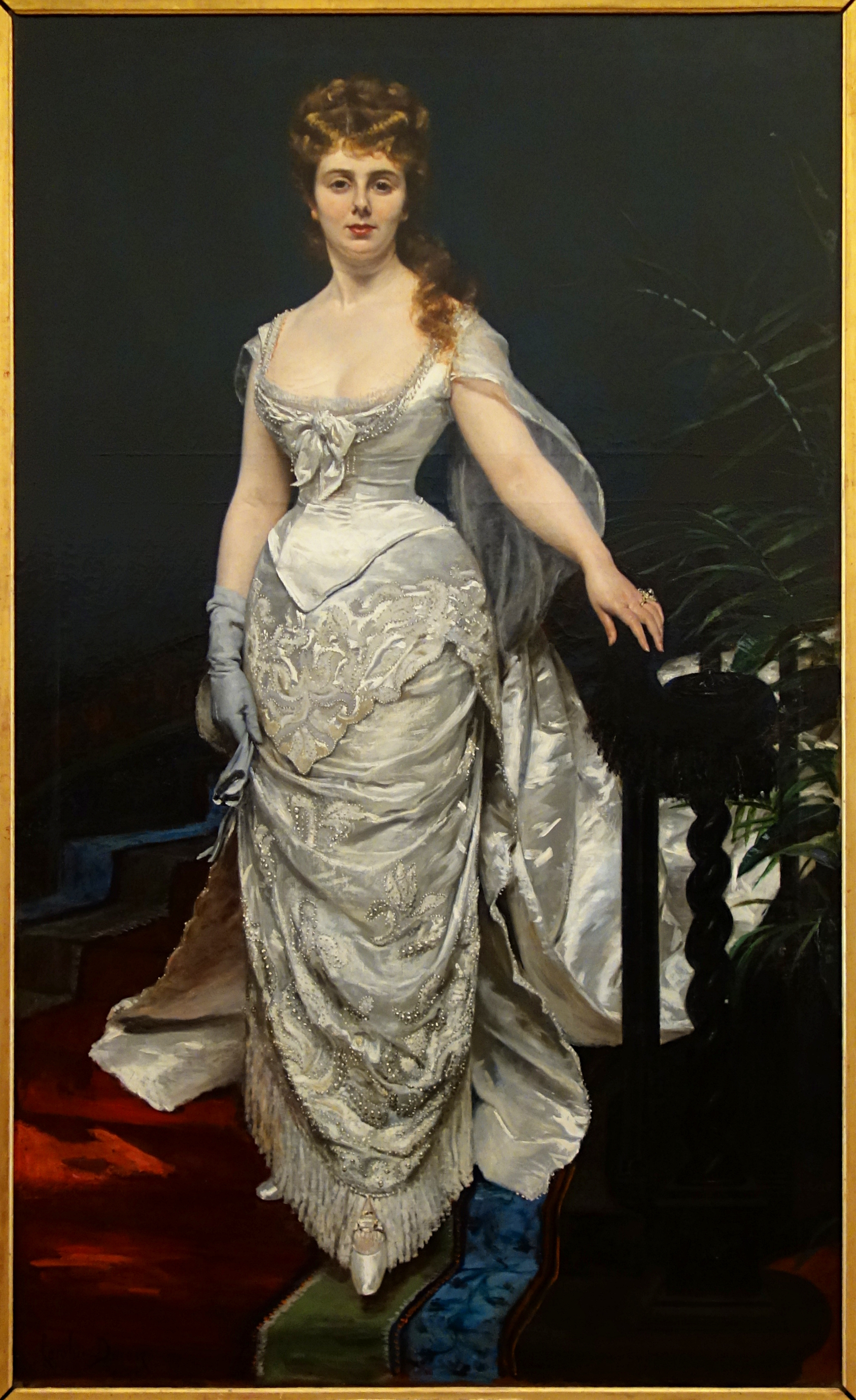
Portrait en pied de la marquise d'Anforti par Carolus-Duran, 1873.

La Marquise d'Anforti dont Carolus-Duran a fait le portrait en 1873 a été sa maîtresse. Il lui a fait épouser le vieux marquis d'Anforti, pour qu'elle puisse bénéficier d'un titre.

## Carrière journalistique

### Ses débuts
Avec un ancien camarade de classe, du collège d’Argentan, Charles Lautour-Mézeray, Émile de Girardin fonde en 1828 un journal, Le Voleur. Composé d’articles pillés dans d’autres journaux, ce journal paraît tous les cinq jours. Avec les bénéfices engrangés, il crée La Mode, où l'on retrouve les plumes d'Honoré de Balzac, Charles Nodier, Alphonse de Lamartine, Eugène Sue, et les crayons de Valmont et Tony Johannot pour les illustrations. Girardin fréquente le salon de Sophie Gay, ce qui lui permet de rencontrer des écrivains romantiques et la fille de Sophie, Delphine Gay, qui devient sa femme en 1831.
Après la Mode, il crée avec Lautour-Mézeray Le Garde National (du 2 janvier 1831 au 1er juillet 1831) puis, en octobre 1831, le Journal des connaissances utiles qui aura un tirage de 125 000 exemplaires après 18 mois d'activités, et le Musée des familles en 1833.

### La presse

#### La publicité
Émile de Girardin transforme la presse en concevant le principe du quotidien à bon marché ; il fonde La Presse en 1836, au moment où naît aussi Le Siècle d’Armand Dutacq (Le Siècle était financé par l’avocat et député Odilon Barrot, qui représentait sous la monarchie de Juillet la gauche opposée à Guizot). Le journaliste américain James Gordon Bennett senior a montré la voie quatre ans plus tôt en devenant l'éditeur du journal à bon marché New York Globe, puis en fondant, en 1835, le New York Herald.

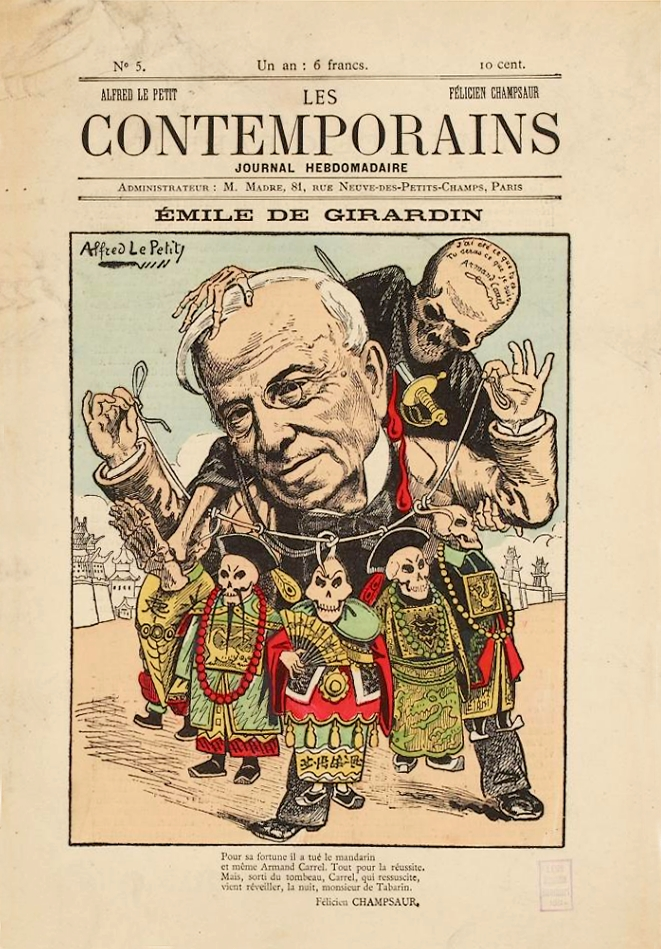
Émile de Girardin, Les Contemporains, n°5, 1881. Dessin d'Alfred Le Petit qui évoque la mort d'Armand Carrel.

C’est le 1er juillet 1836 que parut pour la première fois en kiosque La Presse : un journal quotidien politique, agricole, industriel et commercial (un numéro modèle avait paru le 15 juin). Émile le qualifia de « journal qui occupe parmi les journaux français la place du Times en Angleterre et qui assiste le gouvernement sans être dans la dépendance d’aucun cabinet ».
Il souhaitait créer un quotidien dans lequel la publicité jouerait un aussi grand rôle que la rédaction. Les frais de fabrication des journaux étant élevés, le quotidien se vendait relativement cher pour les budgets de l’époque, et les tirages étaient par conséquent assez bas. L’abaissement du prix d’abonnement, simultanément à l’introduction massive de la publicité, permet à La Presse de conquérir un large lectorat, alors que la baisse du cens électoral élargit le nombre d'électeurs potentiels. Il s’oppose ainsi aux journaux de partis, réservés à un petit nombre de lecteurs et devient l'éditeur puissant et respecté d'une presse à grand public en divisant le prix de l’abonnement, qui passa de 80 à 40 francs. Le manque à gagner est compensé par les annonceurs auxquels il ouvre les colonnes du journal.
Girardin écrit ainsi, en 1838 :

« En France, l'industrie du journalisme repose sur une base essentiellement fausse, c'est-à-dire plus sur les abonnements que sur les annonces. Il serait désirable que ce fût le contraire. Les rédacteurs d'un journal ont d'autant moins de liberté de s'exprimer que son existence est plus directement soumise au despotisme étroit de l'abonné, qui permet rarement qu'on s'écarte de ce qu'il s'est habitué à considérer comme des articles de foi. »

Le fort succès de La Presse suscita beaucoup de jalousie et de haine auprès des concurrents d’Émile Girardin, notamment une feuille appelée le Bon Sens, premier hebdomadaire vendu au numéro à un prix au « meilleur marché » possible de 2 sous. Poursuivi en diffamation par Girardin, le Bon Sens fut soutenu par un entrefilet d'Armand Carrel, le fondateur du National (avec Thiers et Mignet). Armand Carrel et Émile de Girardin s'affrontent alors très durement. Le directeur du National accuse Girardin de concurrence déloyale. Ce dernier contre-attaque en publiant un article où il menace, entre les lignes, de révéler le nom d'un officier avec la femme duquel Carrel a une liaison. Un duel, de pratique courante à l'époque dans le monde de la presse (Carrel comme Girardin n'en étaient pas à leur premier duel), oppose les deux rivaux au bords du lac de Saint-Mandé au bois de Vincennes, le 21 juillet 1836. Les deux coups de feu partent en même temps : Girardin est blessé à la cuisse, Carrel à l'aine ; il succombe à sa blessure deux jours plus tard, tandis que Girardin évite de peu l'amputation et jure de ne plus accepter de duel. Chateaubriand déplora par la suite que le duel ait « privé la société d'un de ces hommes rares qui ne viennent qu'après le travail d'un siècle. »

#### Le roman-feuilleton
Le succès de la Presse, journal bon marché et de contenu très complet pour l'époque, est immédiat, mais il est vital pour Girardin de fidéliser son lectorat. Il y parvient grâce à la formule du roman-feuilleton et à la prépublication de romans à paraître tels que la Vieille Fille d'Honoré de Balzac qui fit la une d’un des premiers numéros et provoqua un scandale. La Presse publie d'abord La Comtesse de Salisbury d'Alexandre Dumas, puis d'autres œuvres du même auteur. Le journal embauche des équipes d’auteurs qui écrivent pour les goûts du public. La publication de roman-feuilleton devient un argument publicitaire attirant un large lectorat : l’auteur est au service du journal et ne doit pas déplaire aux lecteurs. En cas de succès, il faut allonger le récit, quitte à le terminer brutalement quand le public se lasse.
Le tirage qui est de 13 480 exemplaires passe rapidement à 63 000, au 31 décembre 1848, grâce, notamment, à l'association de Girardin avec le banquier Dujarrier.
Girardin confie à Théophile Gautier le rôle de critique d’art : son premier article eut pour sujet les « Peintures de la Chambre des députés » d'Eugène Delacroix:109. Théophile Gautier fut également le critique dramatique du journal. La femme de Girardin, Delphine Gay, prit la rubrique Le Courrier de Paris sous le pseudonyme de « Vicomte de Launay ».
Différents romans feuilletons apparus dans La Presse :
- 1837 : La Maison Nucingen de Balzac
- 1839 : Les Secrets de la princesse de Cadignan de Balzac
- 1839 : Le Curé de village de Balzac
- 1840 : Un ménage de garçon de Balzac (qui deviendra La Rabouilleuse en 1843)
- 1841 : Mémoires de deux jeunes mariées de Balzac
- 1844 : Un Gaudissart II de la rue de Richelieu de Balzac
- 1847 : La Dernière Incarnation de Vautrin de Balzac
- 1848 à 1850 : Les Mémoires d'outre-tombe de Chateaubriand y sont publiés régulièrement.
- 1849 : Confidences de Lamartine
- 1854 : Histoire de ma vie de George Sand.

La Presse est vendue par Girardin en 1856 et connaît plusieurs propriétaires successifs comme Auguste Nefftzer, Alphonse Peyrat, Adolphe Guéroult de Mirés, Arsène Houssaye… Girardin le récupère en 1862, mais le succès décline et Girardin rachète en 1866 un autre journal, La Liberté, journal d'opposition au Second Empire, dont la vente est interdite dans la rue. Sous sa direction paraissent ensuite Le Petit Journal (qui invente le supplément hebdomadaire illustré) et Le Moniteur universel en 1872.

## Carrière politique
Il est député de la Creuse (1834-1839, 1846-1848), de Tarn-et-Garonne (1842-1846), du Bas-Rhin (1850-1851), puis de la Seine (1877-1881).
Le 24 août 1842, Girardin est décoré de la Légion d'honneur.

### Un conservateur-progressiste sous la monarchie de Juillet

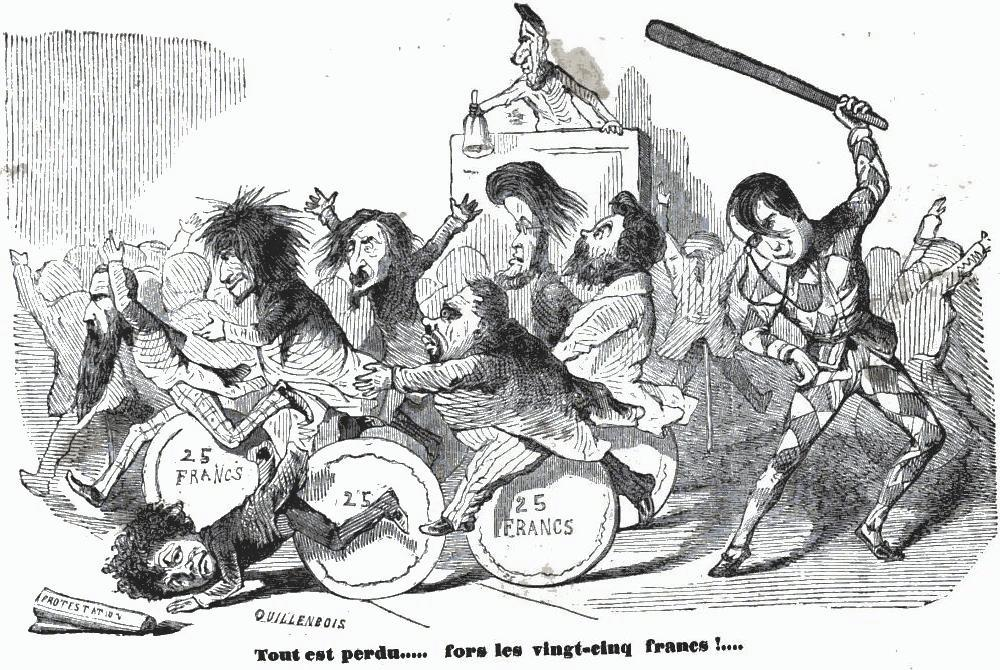
Caricature de l'Assemblée législative par Charles-Marie de Sarcus. Émile de Girardin chasse les députés.

Depuis la Révolution de juillet 1830, le roi Louis-Philippe Ier gouverne avec l'appui de libéral Guizot auquel Girardin s’oppose. Lors de la révolution de février 1848, Girardin n'entre pas immédiatement de façon claire et décisive dans l’opposition, mais dès que le général Cavaignac rétablit le cautionnement autrefois exigé des journaux, il participe aux journées de Juin et attaque le gouvernement provisoire dans la Presse. Cette insurrection ouvrière qui a éclaté à Paris est sauvagement réprimée, et le général Cavaignac, ministre de la Guerre chargé de la répression, décrète l’état de siège, l’arrestation d’Émile de Girardin, la suspension de la Presse, entre autres journaux accusés de prolonger la lutte. Il est emprisonné à la Conciergerie et, à partir du 25 juin 1848, le journal La Presse sera suspendu (pour reparaître dès le mois d’août 1848). Libéré le 5 juillet, il rédige, le soir même, une protestation dans la Presse. Cette incarcération n’améliore pas ses dispositions de Girardin en faveur du Gouvernement provisoire, et continue de plus belle la campagne entamée avant les journées de Juin. 

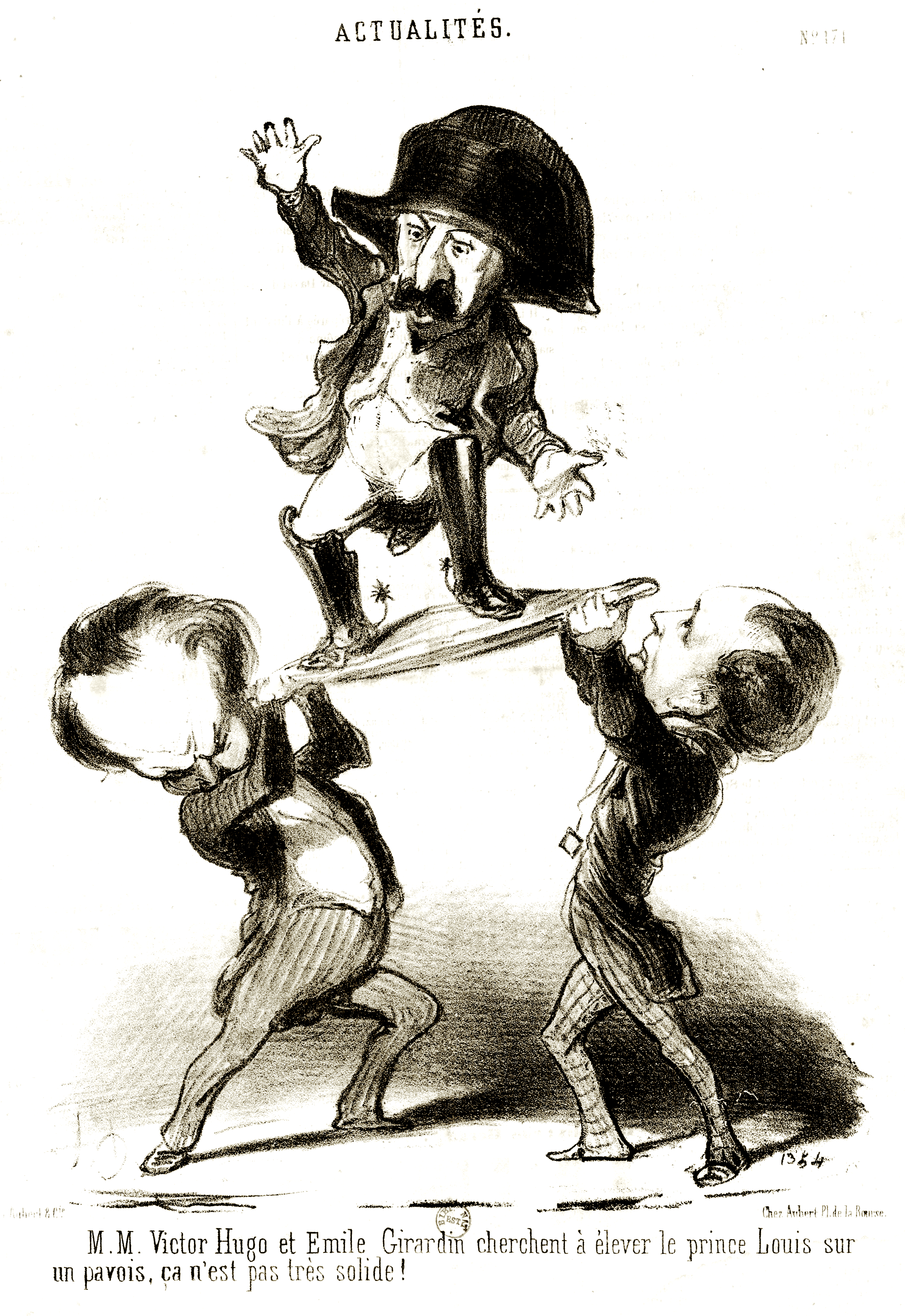
MM. Victor Hugo et Émile Girardin cherchent à élever le prince Louis sur un pavois, ça n'est pas très solide ! Caricature de Daumier en 1848.

En 1848, le journal de Girardin donne son appui à la candidature de Louis-Napoléon Bonaparte à la présidence de la république. Mais avec le coup d'État du 2 décembre 1851, Émile de Girardin se déclare fortement opposé à la restauration du régime impérial et, menacé, part en exil à Bruxelles avec sa femme Delphine, aux côtés de Victor Hugo:182-190 ; quelques mois après, ils sont de retour à Paris:191.

### Un libéral sous le Second Empire
Le 6 avril 1852, il se déclare opposé au retour de l’Empire, dont on parle de plus en plus à Paris:191. Cependant, le 2 mai, il affirme dans son éditorial qu’il combattra l’Empire jusqu’au jour où se fera celui-ci. Lorsque le 22 novembre, le rétablissement de l'Empire est voté par plébiscite, il accepte l’Empire qui vient de naître, mais refuse l’arbitraire, les atteintes aux libertés. De nombreuses sanctions vont être prononcées, à son encontre à la suite de nombreux articles, où l'homme de presse attaque la politique du nouveau régime. Cependant, le 16 avril 1854, il pose la plume et se contente des tâches administratives de son journal, alors que sa femme est gravement malade d’un cancer de l’estomac. Lorsqu’elle meurt, le 29 juin 1855, il prend les choses avec philosophie, écrivant à George Sand, le 7 juillet 1850 : « Ne me plaignez pas, […] je ne suis pas à plaindre. Tout porte en soi son poids, sa mesure, sa limite. Le bonheur se paie exactement ce qu’il vaut et ce qu’il pèse ; le mien a été grand ; je devais donc le payer le prix proportionné à la valeur ; non, je ne l’ai payé ni trop cher, ni trop tôt. » . S’ensuit une parenthèse dans sa vie. Il fait démolir la belle demeure des Champs Elysées, où Delphine Gay avait régné en reine pendant trente ans, fut démolie, et va résider dans un hôtel particulier qu’il fait construire à l’angle de la rue La Pérouse et des Champs-Elysées. À l'écart de la vie politique, il en profite pour rédiger un recueil de 12 volumes contenant nombre de ses articles passés.
En 1862, il se décide pourtant à revenir à La Presse. À cette époque l’ouverture libérale n’est encore qu’une espérance soigneusement entretenue par le président du corps législatif, Morny. Celui-ci connaît les périls menaçant l’Empire autoritaire et, faute d’être écouté par son demi-frère l'empereur, il use de la tribune à l’assemblée pour lancer ses idées. Des élections sont prévues pour le 31 mai 1863. Girardin réfléchit depuis des semaines à la tactique la mieux appropriée. Deux élus de l’opposition, Jules Favre et Émile Ollivier doivent retourner devant les électeurs. Avec Jules Ferry et Léon Gambetta, deux jeunes avocats, ils publient un Manuel électoral afin que les Français sachent bien comment et pourquoi l’on vote.
Girardin n’est plus député et il ne veut pas le redevenir, il veut simplement la liberté, avec l’Empire s’il le faut. Il devient le chef de l’état-major de l’opposition constitutionnelle, celle qui, comme Girardin, veut une libéralisation sans changement de régime. Il organise une sorte de comité électoral pour soutenir les candidats de l’opposition, en y conviant outre La Presse, Le Siècle, Le Journal des débats. Au soir du 31 mai, c’est dans les bureaux de La Presse que les libéraux attendent le résultat du vote. C’est le triomphe dans la capitale comme en province, la majorité est battue. Le pouvoir ne s’y trompe pas, c’est la campagne de La Presse et de Girardin qui a provoqué ce revers. Le 6 juin il est convoqué au ministère de l’Intérieur, et on lui interdit de parler désormais de la prépondérance des classes ouvrières dans les élections. L’empereur n’a pas apprécié, mais Girardin continue d’être invité aux réceptions impériales. Il harcèle le pouvoir au risque de sanctions qui ne tardent pas à tomber. C’en est trop pour les actionnaires et quand Clément Duvernois, qui deviendra ministre de l’Agriculture en 1870, reçoit deux avertissements au début 1866, il demande son départ. Girardin décide d'accepter cette demande, et quitte La Presse.

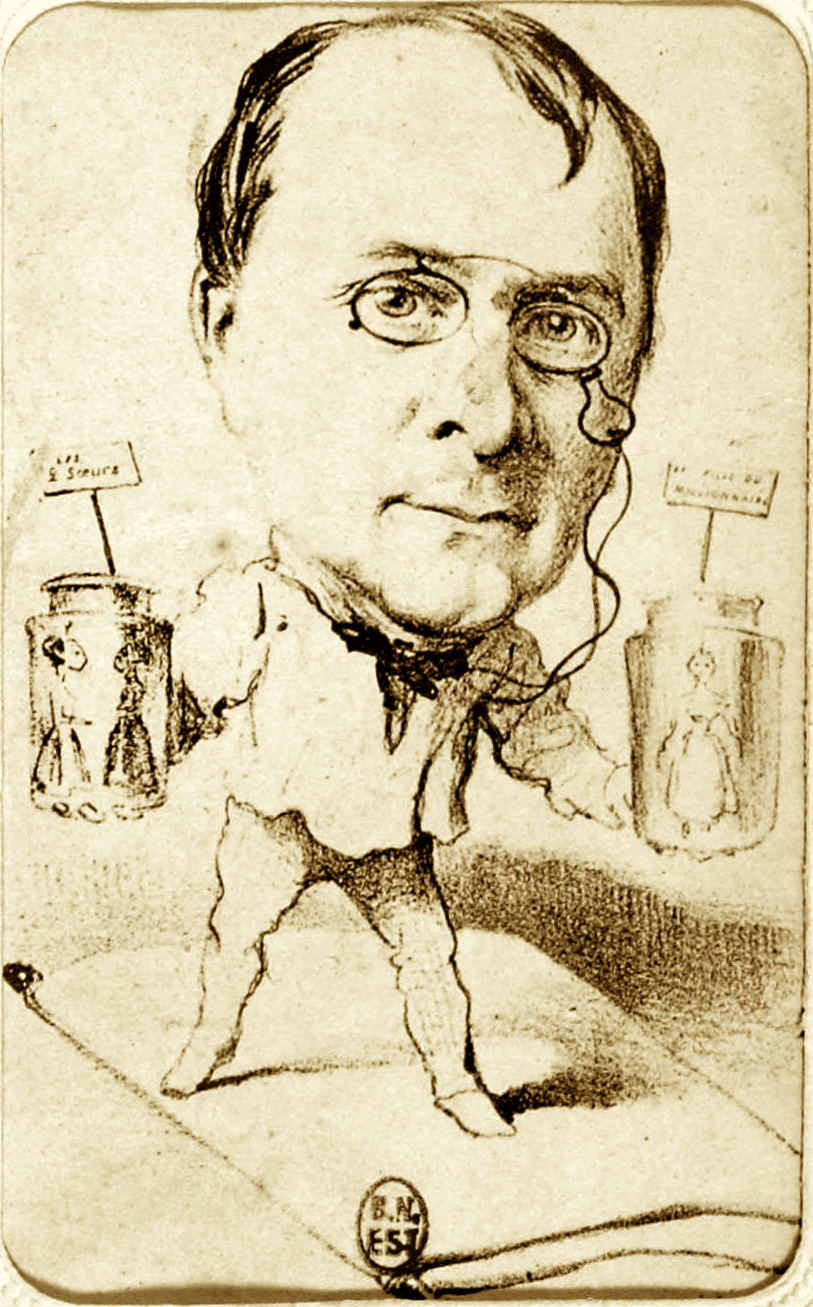
Caricature de Girardin dramaturge « livrant » deux de ses pièces de théâtre : Les Deux Sœurs et la Fille du millionnaire.

Morny, mort en 1865, n’assistera pas à la montée du libéralisme. Pourtant, dès 1863, un ministre libéral a été nommé à l’Instruction publique, Victor Duruy, et l’année suivante, le droit de grève a été reconnu ; il y a également des projets sociaux mais rien de définitif. L’Empire vit comme il peut de ses contradictions. Politiquement, il se réclame de l’adhésion populaire, mais n’accorde les libertés qu’avec parcimonie. Émile Ollivier continue sa route sans Morny, et Girardin prend à côté de lui la place du demi-frère de l’Empereur. Il devient le mentor de l’avocat marseillais, aussi ambitieux que lui mais moins doué, roué. Ollivier demande l'ouverture libérale à deux reprises le 27 juin 1865 et le 9 janvier 1867. Mais Napoléon III reste passif. Girardin enrage et dans La Liberté, il écrit des articles véhéments contre l’Empire autoritaire. Il doit alors faire face à des poursuites pour excitation à la haine et au mépris du gouvernement.
Aussitôt après les élections législatives de 1869, qui témoignent une nouvelle poussée libérale, Rouher propose à l’empereur d’aller chercher une nouvelle légitimité, et de conclure un pacte directement avec le pays. Il veut un plébiscite. Napoléon III n’y croit guère et refuse. Premier ministre le 2 janvier 1870, parce que le « tiers parti » est le grand vainqueur des élections, Émile Ollivier reprend à son compte l’idée du plébiscite et l’impose à l’empereur. Encore fallait-il de l’aide pour réussir. Émile de Girardin accepte de rentrer en scène. Il met La Liberté à la disposition d’Ollivier, au service de l’empereur. Il fait campagne pour le oui au plébiscite. Le 9 mai les résultats sont connus : 7 350 142 voix pour le oui contre 1 538 825 voix contre. Le 31 mai, Émile de Girardin vend La Liberté pour un million de francs mais continue à publier des articles. Seule explication à ce départ : Émile de Girardin a reçu l’assurance qu’il sera bientôt sénateur, ce qui est fait le 27 juillet 1870, lorsque le décret est enfin signé à Saint-Cloud. Il est fait sénateur d’Empire et il ne l'est que quelques semaines avant que la France ne déclare la guerre à la Prusse.

### La réconciliation avec Thiers et la défense de la République

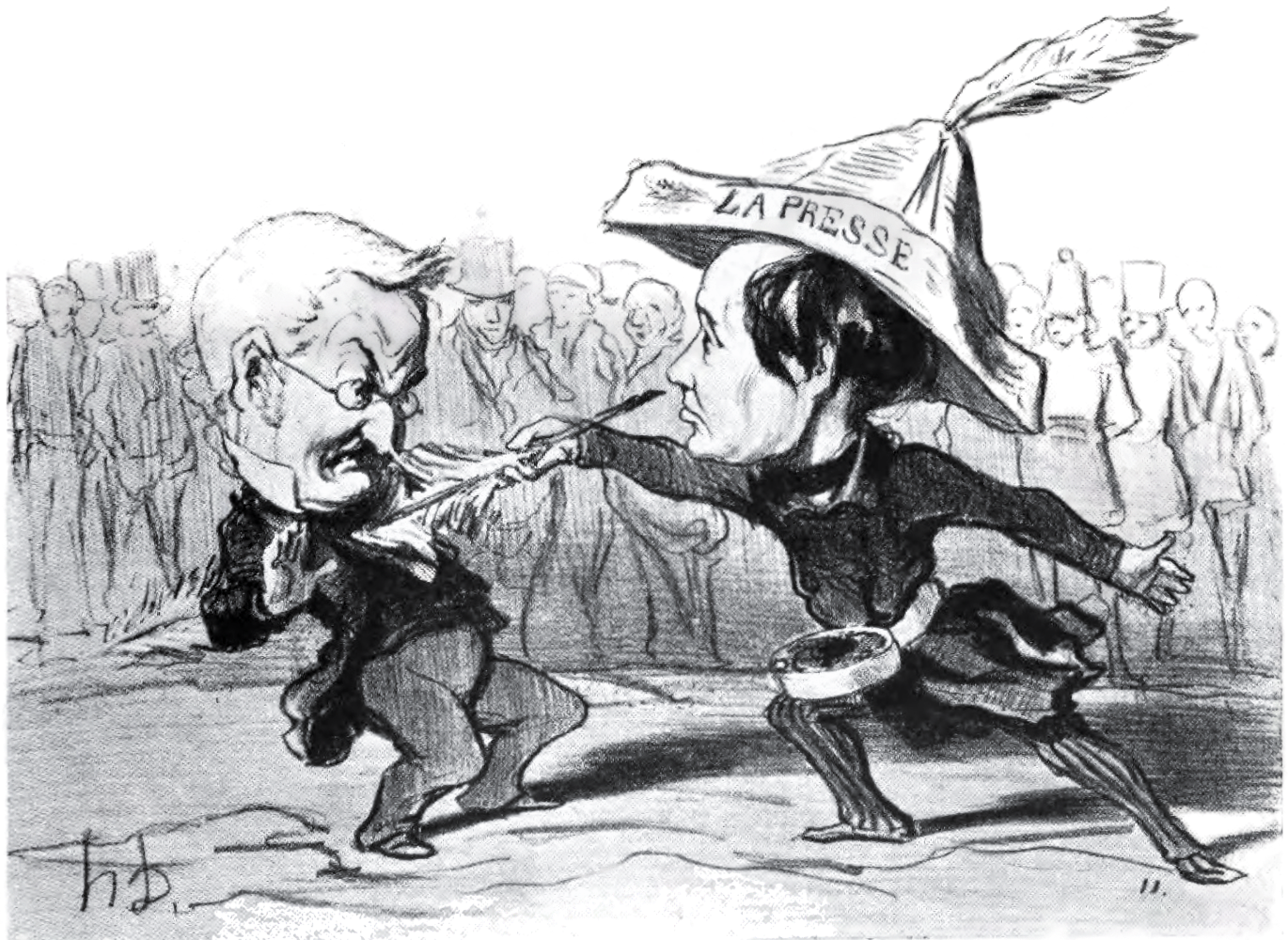
Le terrible Girardo-Girardini transperçant de sa plume l'infortuné Thiers.

Après la chute de l'Empire, au mois de mai 1871, Girardin voit son nouveau journal interdit par les communards parisiens et se décide à rejoindre les Versaillais. Thiers s’apprête alors à reprendre Paris mais il veut entendre Girardin ; le voici de nouveau éminence grise, expliquant comment Gambetta et les hommes du 4 septembre ont aggravé les conséquences de la défaite et indirectement provoqué la Commune. Le 22 mai, dès le début de l’après midi, un quart de la ville est reprise. Le 23 mai, des milliers de communards et de nombreux otages des communards sont fusillés froidement et les principaux bâtiments brûlés. Le 28 mai, le combat est fini. Paris est en ruine et des Parisiens se vengent des communards en adressant 175 000 lettres de dénonciation en deux semaines au gouvernement. Paris est à reconstruire, l’unité nationale à refaire. Thiers s’y prépare comme Gambetta. Girardin y songe. L’homme hésite toujours entre sa vocation d’homme de presse et ses ambitions politiques.
Girardin définitivement réconcilié avec Thiers, ils s’épaulent mutuellement. Le 2 juillet 1871, dans les 46 départements où l’on vote, monarchistes et bonapartistes s’effondrent ; ce sont les républicains modérés proches de Thiers qui l’emportent. Même à Paris, ni Gambetta, ni Hugo, ni Clemenceau, l’aile gauche des républicains, ne sont élus. Dans cette victoire, Girardin peut revendiquer sa part. Il a entraîné du côté de Thiers la plus grande partie de la presse parisienne. Son « Union parisienne de la presse » n’a pas caché son attachement à l’ordre et à la paix, et son aversion pour Gambetta. Il y a 26 journaux, 11 s’étaient prononcés contre la Commune et 10 allaient être interdits entre mars et mai. Ces journaux entendent recommander et soutenir les candidatures qui seront en harmonie avec le but qu'ils se sont fixé : la paix publique.

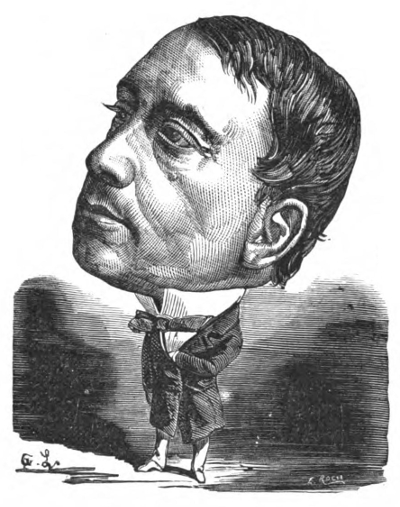
Caricature d'Émile de Girardin parue dans Le Trombinoscope de Touchatout en 1872.

En 1875, c’est la IIIe République qui naît, presque par hasard : l’amendement Wallon est voté à une voix de majorité. Thiers songe aux combats qui lui restent à mener pour atteindre une authentique république libérale. Il a besoin de Gambetta, et Girardin aide Thiers et Gambetta à discuter. Girardin à ce moment écrit : « Si la France ne veut pas de la République, il faut qu’elle renonce au suffrage universel ; mais si elle tient au suffrage universel, elle n’a qu’à prendre parti et à organiser franchement la République ». La curieuse alliance des trois hommes connaît son apothéose en 1877. La crise politique est déjà sérieuse : la République est toujours fragile.
En mai 1877 survient l’incident : l’Assemblée vote un texte retirant les délits de presse aux tribunaux correctionnels pour les rendre à la compétence des jurys, une réforme que les monarchistes et Mac Mahon jugent périlleuse. C'est l'occasion pour le président de se séparer de son premier ministre, Jules Simon. Curieusement, Girardin a eu peur de cette réforme favorable à la presse, comme s’il devinait en arrière-plan les risques politiques. Le 16 mai, Simon démissionne. La crise politique est ouverte. Le jour même, les 363 députés républicains se réunissent et adoptent un manifeste. Les Républicains ont leurs grands hommes : Gambetta et Thiers. Il leur faut un porte-parole : Girardin. Celui-ci, dans ces deux journaux qui tirent au total à 700 000 exemplaires, se met au service de la cause républicaine. Le combat mené par les trois hommes est gagné ; les 14 et 28 octobre 1877, les électeurs confirment leur adhésion à la République. Thiers ne l’a pas vue, il est mort le 3 septembre. Gambetta doit pourtant se contenter de la présidence de la Chambre de 1879 à 1881 et n'est que deux mois et demi chef du gouvernement.

### Le retour en politique

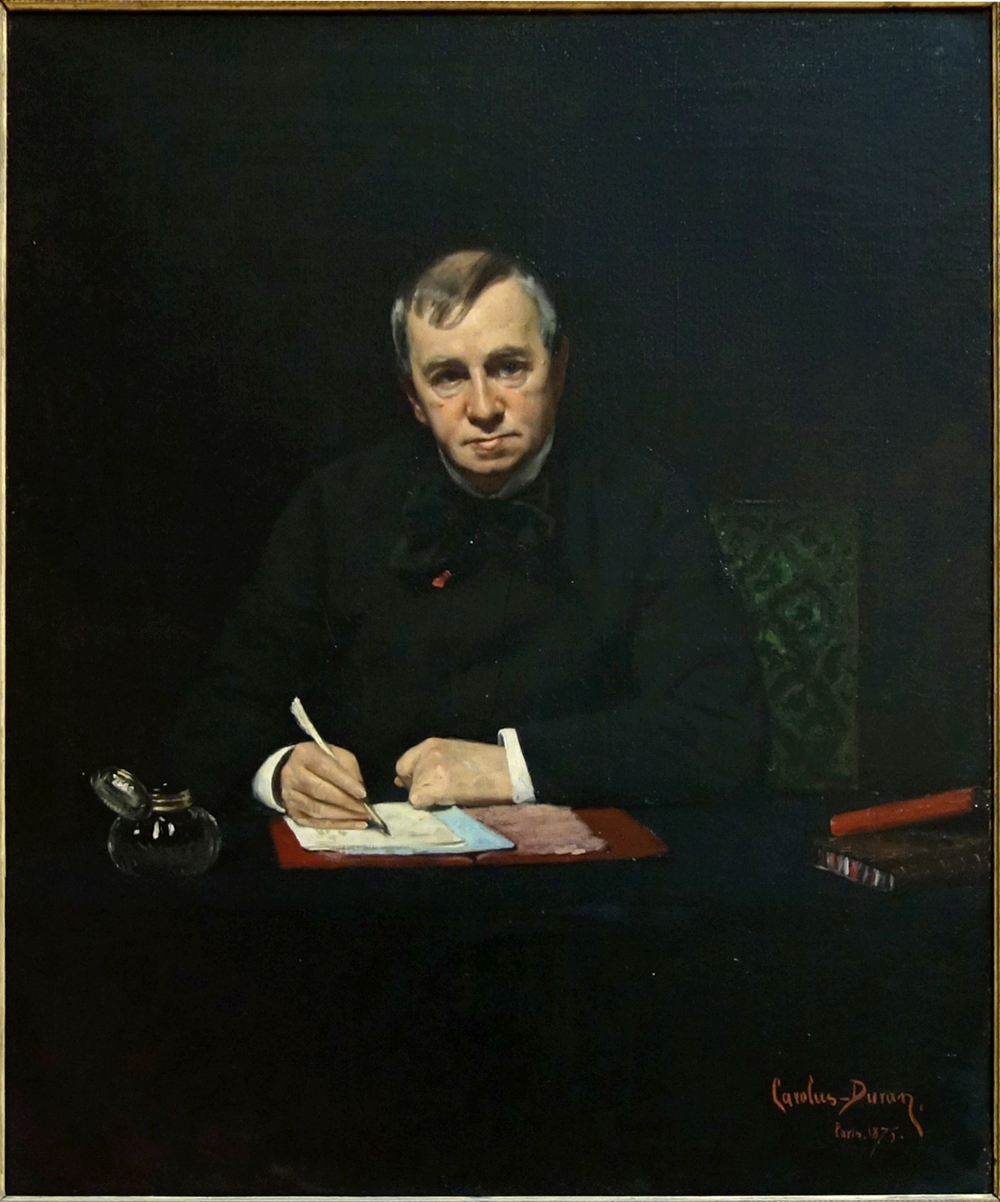
Portrait d'Émile de Girardin, par Carolus-Duran, 1875 (Palais des Beaux-Arts de Lille)

Émile de Girardin n’a pas voulu être candidat aux élections d’octobre 1877. Il prépare pourtant déjà son retour à la vie politique. Il a décidé de se débarrasser d’une réputation encombrante ; celle d’avoir été belliciste militant en 1870. Il se justifie, mais en accusant : tout au long de l’été, lorsque la campagne contre Mac-Mahon et son premier ministre de Broglie lui en laisse le temps, il rassemble preuves et documents qui démontreront la totale impréparation des troupes impériales. Le 23 septembre, il achève ses douze pages d’introduction, et la brochure sort un peu plus tard sous le nom de Dossier de la guerre de 1870 publié sous le patronage de La France. Ainsi purifié il peut retourner devant les électeurs. Un siège est à pourvoir le 16 décembre 1877 : celui que Jules Simon a laissé vacant, celui que Thiers a longtemps occupé, le siège du 9e arrondissement de Paris. Émile de Girardin est élu député de la Seine avec 11 076 voix.
Quand il retrouve l’hémicycle, il a 72 ans. Pour ce dernier mandat, le rôle lui échoit, avec d’autres députés, de préparer la loi sur la presse. Il en est la cheville ouvrière, presque le père naturel. Il se passionne pour le travail de la commission (qu’il préside) et veille à ce que les textes organisent bien la liberté et non pas de nouvelles contraintes. La loi de 1881 est en préparation. Son influence politique, Girardin l’exerce de diverses façons : par ses articles de La France, mais ils se raréfient, ainsi que par son action à l’Assemblée. Il oriente la commission préparant la loi sur la presse dans deux directions fondamentales : la liberté de publier sans restriction, c'est-à-dire sans les mesures administratives préventives qui seront interdites, sans que subsiste quelque chose ressemblant à un délit d’opinion ; la liberté d’entreprendre la plus généreuse, avec toutes les possibilités offertes au capitalisme naissant pour venir investir dans la presse.

## Fin

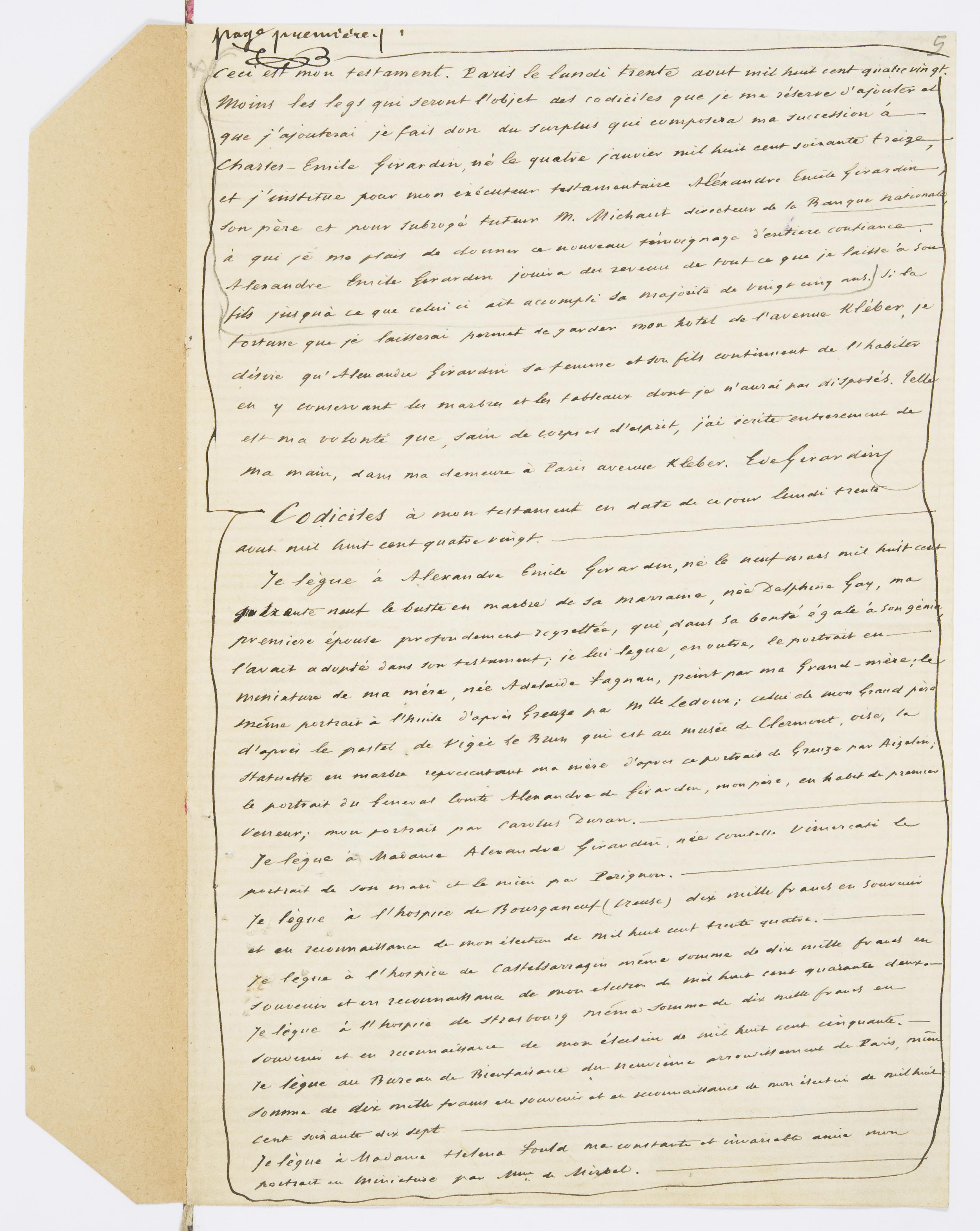
Testament olographe d’Émile de Girardin, 27 avril 1881. Archives nationales.

Le 18 avril 1881, Girardin est frappé d'une attaque, en sortant du Gymnase. Neuf jours plus tard, une seconde attaque l'emporte. Il meurt en 1881, l’année du vote de la loi qui institue en France le principe de la liberté de la presse. Ses dernières volontés, exprimées in extremis dans un testament rédigé de sa main sont déposées chez son notaire le 27 avril 1881.
Il est inhumé le 30 avril 1881 au cimetière de Montmartre, qu’il a fait préparer, le 17 avril 1874, à côté de sa première femme, après la séparation de corps d’avec sa deuxième femme:284.

## Combats et idées politiques
Toute sa vie, Émile de Girardin est un farouche opposant à toutes les mesures qui entravent la liberté de la presse. De même en matière de politique étrangère, il n'hésite jamais à dire ce qu'il pense sur les questions géopolitiques.

### Opposition à la censure
Dans ses écrits intitulés L’Empire avec la liberté et La Révolution légale ainsi que dans Journal d’un journaliste tenu au secret, Émile de Girardin explique qu’il tient pour légitime l’homme politique qui défend la liberté de la presse, qui ne la censure pas. En 1857, il explique que son journal La Presse a échappé de 1852 à 1856 à la suspension, mais vient d’être suspendu pour deux mois à cause d’un article, qui parlait de progrès démocratique et de la véritable liberté du suffrage universel comme de la véritable liberté des élections, en ferme opposition avec le gouvernement de Napoléon III, qui tentait de contrôler les résultats des votes en imposant les candidats pour lesquels voter. Puis Girardin explique qu’il met au premier rang des libertés publiques « incontestablement la liberté de la presse et la liberté individuelle ». Pour lui les trois dernières révolutions (celles de 1830, février 1848, juin 1848) ont eu lieu avant tout pour la défense des libertés bafouées. Devenu député - à partir de 1834 - Émile de Girardin, dès 1835, vote contre les lois restreignant la liberté de la presse, devenant sur cette base un opposant à Guizot et à Thiers. Il écrit une lettre à Thiers sur l’abolition de la misère par l’élévation des salaires. Dans Le Bien-Être Universel, en 1852, Émile de Girardin s’oppose à la loi rétablissant le « timbre », une taxe imposée sur chaque exemplaire de journal, qui contraignait les éditeurs de presse à augmenter le prix de chaque exemplaire vendu avec des retombées désastreuses sur le prix des abonnements : « Chaque fois que le gouvernement, quel qu'il fût, s'est défié de la liberté, M. Émile de Girardin l'a prévenu qu'il s'exposait à un danger. Sur ce point il était intraitable, nous dirons intransigeant pour user d'un mot à la mode. »

### Son opinion en matière de politique étrangère
Dans son livre La Honte de l’Europe, Émile de Girardin affirme que l'Empire ottoman remet en question la paix du monde. Pour le démontrer, il s’appuie sur les articles du journal anglais The Times. Il récuse la politique de la Sublime Porte qui selon lui ne tient aucun de ses engagements. Girardin s’oppose donc au prêt important de la France à l'Empire Ottoman puisqu’il ne sert qu’au sultan. Il dénonce la « démence héréditaire et incurable des Sultans » aptes seulement à dépenser inutilement : « ces sultans qui dépensent follement les millions de l’Angleterre et de la France ». Il affirme qu’avec cet argent les sultans préfèrent construire de nouveaux palais au lieu de développer et augmenter les voies de communication, les voies de transport et les échanges. Il regrette que cet argent ne serve pas même à paver les rues de Constantinople, mais aux caprices des sultans qui jouent à « se construire des palais qu’ils démolissent après les avoir bâtis ». Il qualifie l'islam de religion intolérante, citant John Lemoinne qui allègue que « le Coran ne repose que sur une guerre éternelle aux infidèles, le Coran défend aux croyants de s’arrêter dans leur carnage et dans leur conquête avant que le monde entier ait été soumis à l’islamisme ». Émile de Girardin va jusqu'à dire que les Turcs ne se sont pas modernisés et qu’ils en sont toujours à un état de leur société semblable à ce qui était quatre siècles auparavant, c'est-à-dire au XVe siècle.
En 1870, la France voulait la guerre contre la Prusse et la presse n'était pas la dernière à être belliciste, y compris le journal La Liberté. C'est ainsi que le 13 juillet, Girardin adresse à Léonce Détroyat une lettre dans laquelle on lit : « à coups de crosse dans le dos, nous la contraindrons de passer le Rhin et de vider la rive gauche. ». Pourtant, dès 1874, ses positions politiques étonnent, lorsqu'on le voit demander le rapprochement franco-allemand, malgré sa posture belliciste en 1870.

### Féminisme
Le 20 juillet 1872, il se déclare féministe, dans une lettre à Dumas fils, contre les misogynes qui attaquent 

« la femme dont vous combattez l’affranchissement en le tournant en ridicule et en appelant « féministes » ceux qui sont d'un autre avis que le vôtre ! Féministe ! soit. Je m'honore de l'être avec des hommes et des penseurs tels que MM. Gladstone, Jacob Bright, Stuart Mill, Stewart, Alexis de Tocqueville, Taine, Taine, Édouard Laboulaye; je m'honore de l'avoir été avant eux, car il y a longtemps, bien longtemps, c'était en 1834, que j'ai écrit : « L'homme naît de la femme. Donc tout ce qui profitera à la femme sera profitable à l'homme. Les femmes portent l'avenir de la société dans leur sein. Jamais il n'y aura de progrès social que ceux qui lui seront dus. »

## Principaux ouvrages politiques et sociaux
- De la presse périodique au XIXe siècle, 1837.
- De l'instruction Publique, 1838.
- Études politiques, 1838.
- De la liberté de la presse et du journalisme, 1842.
- Le Droit au travail au Luxembourg et à l'Assemblée Nationale, 1848, 2 vol..
- Avant la Constitution précédée d’une Réponse à Timon, 1848.
- Journal d’un journaliste au secret (1848), Paris, Michel Levy Frères, 1848, 144 p.
- Bon sens et bonne foi, 1848.
- Les Cinquante-deux, 1849. — Série d'articles sur les questions parlementaires courantes.
- La Politique universelle, décrets de l'avenir, 1852.
- Questions de mon temps, 1836 à 1846, 1858, 12 vol. — Articles extraits de la presse quotidienne et hebdomadaire.
- La Révolution Légale par la présidence d’un ouvrier : solution démocratique de 1852, Paris, A la libraire nouvelle, 1851, 24 p.
- L’Empire avec la liberté, Paris, Michel Levy Frères, 1859, 160 p.
- « Les droits de la pensée : questions de presse : 1830-1864 », sur et sa préface introductive. Bibliothèque nationale de France, département Philosophie, histoire, sciences de l'homme, 8 janvier 2015 (consulté le 8 janvier 2015).
- Lettre sur la philosophie de l'histoire, avec François-Odysse Barot, Paris, Germer Baillière, coll. « Bibliothèque de philosophie contemporaine », 1864.
- Le Condamné du 6 mars, 1867. — Compte rendu de ses différends avec le gouvernement impérial de 1867 quand il sera condamné à une amende de 5000 fr. pour un article paru dans La Liberté.
- Le Gouffre. Questions des années 1870 et 1871, Henri Plon, 1871. Textes datés du 2 janvier 1870 au 10 juin 1871, avec un soutien explicite à Adolphe Thiers.
- La Honte de l’Europe, Paris, E. Plon et Cie, 1876, 79 p.
- Le Dossier de la guerre (1877), recueil de documents officiels.

## Timbre poste
Le 1er juin 1981, l'administration des PTT émet un timbre-poste dessiné par Huguette Sainson pour le centenaire de la loi du 29 juillet 1881 dont l'article 1er stipule que pour la « Presse, l’imprimerie et la librairie sont libres » ; ce timbre représente les effigies de Théophraste Renaudot, pour le 350e anniversaire de la parution de La Gazette, et d'Émile de Girardin, fondateur du journal La Presse, pour le 100e anniversaire de sa mort.